# هبة عبوك
هبة أبوخريص بنسليمان (30 أكتوبر 1986) المعروفة باسم هبة عبوك، هي ممثلة إسبانية من أصول تونسية وليبية عُرفت بدور فاطمة في الفيلم التلفزيوني الأمير.
تجيد عبوك اللغة العربية واللغة الفرنسية واللغة الإنجليزية واللغة الإيطالية بالإضافة إلى اللغة الإسبانية.

## حياتها
ولدت هبة عبوك في مدريد لأبوين تونسيين، وهي الأصغر بين أربعة أشقاء، والدها من أصل ليبي. استقر والداها في وقت سابق في إسبانيا بعد الهجرة من تونس. هبة شغوفة بالفلامينكو. درست في مدرسة الليسيه الفرنسية في مدريد حتى سن 18 عامًا. لاحقًا درست فقه اللغة العربية، وحصلت على درجة الليسانس في الدراما من الكلية الملكية العليا للفنون المسرحية (RESAD).
بعد ظهورها مرة واحدة في إحدى حلقات المسلسل التلفزيوني El síndrome de Ulíses (متلازمة يوليسيس) في عام 2008،، بدأت مسيرتها التمثيلية فعليا في عام 2010 في La isla de los nominados (جزيرة المرشحين)، وهو مسلسل كوميدي تبثه القناة التلفزيونية الإسبانية Cuatro. تبعه في عام 2011 دور ثانوي في النسخة الإسبانية من فيلم Cheers ودور غوادالوبي في El corazón del océano (قلب المحيط) والذي لم يعرض حتى عام 2014.
في عام 2012، انضمت إلى طاقم الممثلين المنتظمين للمسلسل الكوميدي Antena 3 Con el culo al aire الذي شاركت فيه في الموسمين الأولين. في فبراير 2014، ظهرت لأول مرة في مسلسل El Príncipe، وهو مسلسل درامي عن الجريمة عرض على قناة Telecinco وتابعة أكثر من خمسة ملايين مشاهد ولعبت فيه أول دور بطولة لها.

## حياتها الخاصة
تزوجت هبة من لاعب كرة القدم المغربي أشرف حكيمي. ولديها ولدان. في مارس 2023، أعلنت هبة طلاقهما.

## أعمالها
| تلفزيون   | تلفزيون                  | تلفزيون                | تلفزيون                         |
| السنة     | العنوان                  | الشخصية                | ملاحظات                         |
| --------- | ------------------------ | ---------------------- | ------------------------------- |
| 2014-2015 | الأمير (سلسلة)           | Fátima Ben Barek       | Television series (29 episodes) |
| 2014      | El corazón del océano    | Guadalupe              | Television series (6 chapters)  |
| 2012-2013 | Con el culo al aire      | Candela Prieto Soriano | Television series (26 episodes) |
| 2011      | Cheers                   | Ágata                  | Television series (1 episode)   |
| 2010      | La isla de los nominados | Eva Lys                | Television series (11 episodes) |

## روابط خارجية
- هبة عبوك على موقع IMDb (الإنجليزية)
- هبة عبوك على موقع ألو سيني (الفرنسية)
- هبة عبوك على موقع قاعدة بيانات الفيلم (الإنجليزية)